# Emil Nowakowski
Emil Nowakowski (ur. 15 maja 1974 w Lubinie) – polski piłkarz, który podczas kariery występował na pozycji pomocnika. Swoją karierę zawodniczą zakończył w 2011 roku w klubie Bobrzanie Bolesławiec.